# 舌唇浊爆发音
舌唇浊爆发音是一种罕见的辅音。在国际音标中，该辅音以符号[d̼]或[b̺]来表示。

## 特征
舌唇浊爆发音有以下特征：
- 調音方法是閉塞，也就是說通過阻礙空氣在聲道流動來調音。由於此輔音也是一個口腔輔音，故氣流被完全地阻塞住，而形成一個塞音。
- 調音部位是舌唇，即藉由舌頭碰觸上唇以調音。

- 發聲類型是濁音，意味着發音時聲帶顫動。

- 本輔音是口腔輔音（口音），表示調音時空氣只從口裡流出。
- 氣流機制是肺部氣流，即由肺與橫膈膜驱动空气。

## 该音出现语言及单词
| 语言       | 语言       | 词汇     | 国际音标 | 含义 | 备注                          |
| ---------- | ---------- | -------- | -------- | ---- | ----------------------------- |
| 比熱戈斯語 | Kajoko方言 | [nɔ̀d̼ɔ́ːɡ] | [nɔ̀d̼ɔ́ːɡ] | 石头 | 通常被理解為閃音，音標寫作[ɾ̼] |